# 海岸管理

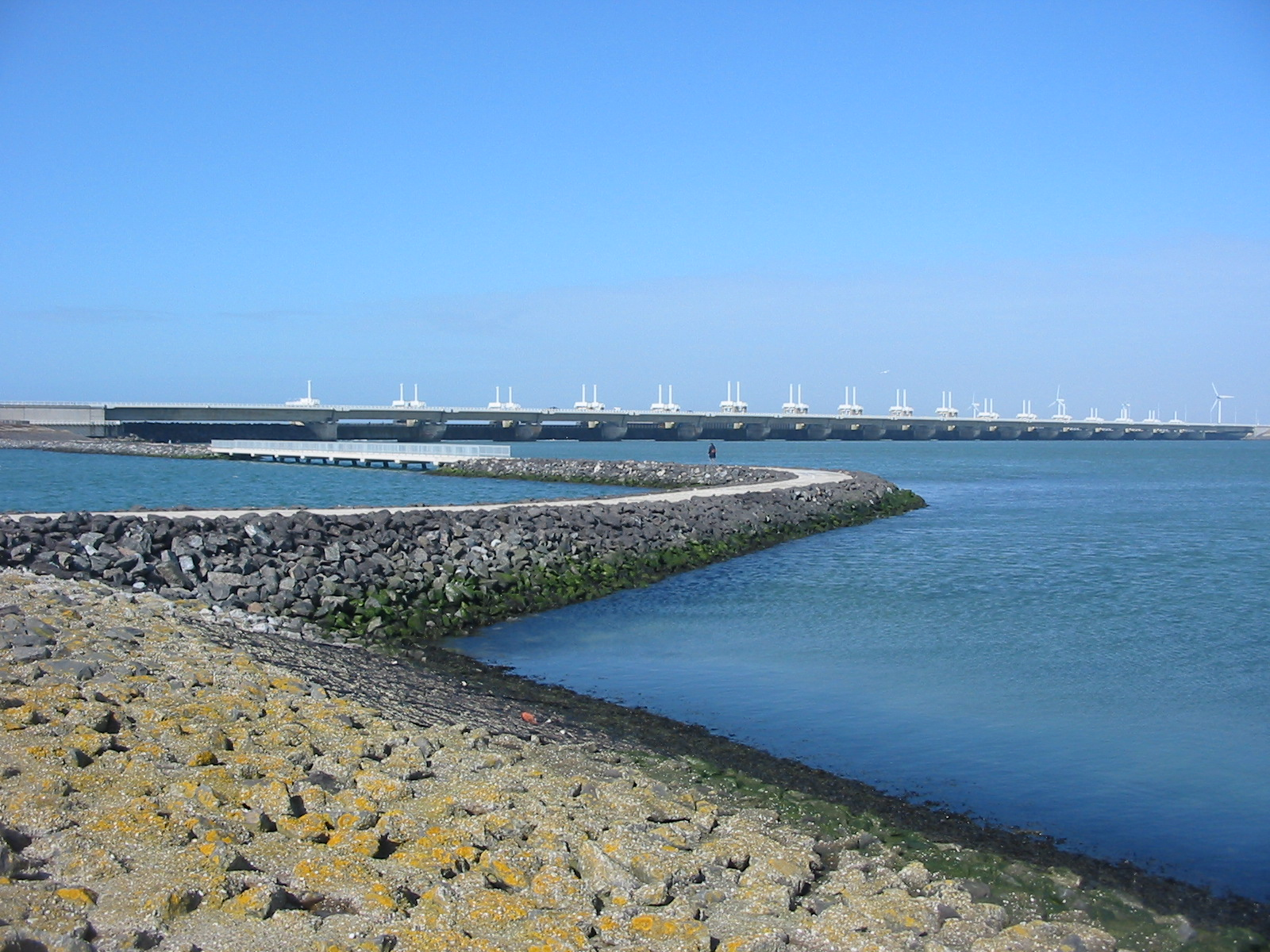
オランダの水壁(Oosterscheldekering)

海岸管理（かいがんかんり、英語: Coastal management） は陸地の洪水や侵食を防ぐこと、およびその手法。沿岸地帯は地球上の最大15%近くを占めており、地球人口の45%を抱えている。14億人近くの人々が沿岸から100km以内で海抜100m以下の場所に居住し、この地域の人口密度は全球の人口密度より3倍も高く、気候変動による海面上昇によって21世紀ではその重要性が増している。

## アプローチ

沿岸管理の5つの戦略

海岸管理をどう行うかには一般的に5つのアプローチ手法があるとされる:
- 放棄
- 撤退方法や自然の変化に合わせるような技術的解決策の採用を計画した上で、撤退管理や移転管理を行う。
- 強固な岸壁等の構造物を建設し、護岸を行う。
- 防波堤など海側に構造物を設ける。
- 土地や建物をかさ上げする。

このアプローチ手法のうち、どれを採用するかは土地や海水面変化の状況、地形特性、堆積物の有用性、侵食の状況などに左右される。また、社会・経済・政治的な要因で決まることも多い。
または、変化への対応を最小限にするため、統合的沿岸管理によって侵食や洪水の起こりやすい地域の開発がなるべく行われないようにする対処法もある。一方で、このような開発管理は居住者に供するインフラストラクチャー整備を行う必要のある地方自治体にとっては課題となることもある。

### 撤退管理
沿岸の構造物を建設し、維持管理を行うことの代替案としては撤退管理がある。撤退管理はしばしば堆積物収支の変化や海面上昇への変化に対応して、数年がかりで行われる。この方法は沿岸部の土地の価値が低い場合に使われる。撤退管理が行われた後はその土地が侵食が進んだりや洪水が起こっても問題がない。
撤退管理が行われた事例としては1991年にイギリスエセックスのノーセイ島が1991年に洪水した後に行われた撤退や、1995年に防波堤が決壊したトルズベリーとOrplandsからの撤退がある。また、スペインのエブロ川河口のデルタ地帯でも地方自治体によって撤退管理の計画が行われた。
この手法の費用は放棄される土地の買収による費用が主に多くなり、移転補償も必要となる。放棄し、浸水する地域からの構造物の除去も必要となる。場合によっては放棄し浸水する地域より内陸側に岸壁などの構造物を設けて新しい海岸線を強固にすることもある。既存の防潮堤が自然と破壊されるまで放置すればコストは最小限になるが、管理方法に関して、より工夫を加えることもできる。例えば、既存の防波堤等の構造物に割れ目を加え、特定の場所から人工的に海水を流入させることや排水路を前もって作っておき、塩性湿地を形成させるなどの工夫がある。
その土地の建造物をそのままにした護岸や防波堤の建設、土地のかさ上げでは海面上昇への対応が不十分になるため、気候変動によって撤退管理はより重要なアプローチとなっている

### 海岸線の維持
既存の海岸線を保つには、通常コンクリートや岩盤を使用するなど硬い海岸を作る技術が必要となる。こういった技術には水堤や防潮堤、防波堤、護岸があり、ヨーロッパでは現在海岸線の70%においてこれらの方法で海岸を侵食から守っている。
あるいは砂丘や植生など自然の作用を利用したソフト・エンジニアリング技術によって後浜に侵食作用が及ぶのを防ぐことができる。こういった方法の例として養浜や砂丘の安定化がある。
歴史的には海岸維持の戦略は堤を設けるなど静的構造に重きを置いていたが、沿岸地域は動的平衡に影響されている。海岸を強固なものにした結果、しばしば別の問題が生じるなどの意図しない結果を生む。繰り返しの対処が必要になるが、養浜などのソフト・エンジニアリングの手法によって海岸を守ることにより自然の平衡を回復させることに役立つ。 護岸設備の維持費は最終的に護岸戦略の変更が必要となる要素にもなる。

### 海側への陸地拡大
海側への陸地拡大という手段がとられることもある。しかし、この手法には重大な欠陥があり、海側に拡大した陸地が侵食されたり、満潮時や高潮によって浸水したりして被害が出る場合が多い。海面上昇が進むと海岸沿いまたは海岸に付近にインフラが整備されている多くの海岸では、侵食に対応できなくなる。生態学的または地形学的にも通常陸側に動くような地形や生物相が、強固な構造物が設けられることによって動けなくなるために、いわゆる「沿岸の圧迫」と呼ばれる現象が起こる。「沿岸の圧迫」が起こると、湿地に依存して生息する魚類や無脊椎動物などを減少させるなど自然環境に悪影響を与える。

## 構造物の設置による対処
海岸線の維持のために設けられる構造物および手法としては次のようなものがある。
- 水制
- 防波堤
- 防潮堤
- 護岸
- 蛇篭
- 崖の安定化（英語版）
- 水門

## 自然の作用を利用した対処
自然の作用を利用した手法には以下のようなものがある。
- 養浜
- 砂丘の安定化
- 浜からの排水[10]